# Christine Amoako-Nuama
Christine Amoako-Nuama (sinh ngày 3 tháng 2 năm 1944 tại Bekwai, Vùng Ashanti) là một cựu Bộ trưởng Bộ Môi trường, Khoa học và Công nghệ (1993 - 1996) , Bộ trưởng Bộ Giáo dục (1997 - 1998) , Bộ trưởng Bộ Đất và Lâm nghiệp (1998 - 2001)  thuộc Chính phủ Rawlings. Bà phục vụ với tư cách là Cố vấn của Tổng thống  cho Chính phủ Mills và Mahama. Bà là chủ tịch hội đồng quản trị của Viện quản lý và hành chính công Ghana .